# Espacial
A Espacial é uma editora discográfica portuguesa.
Com sede em Lisboa, desde a sua fundação tem vindo a defender, sem concessões a música portuguesa.
Membro da AFP (Associação Fonográfica Portuguesa) e da IFPI, detém uma quota de mercado de mais de 40% nas vendas de música portuguesa.
Com uma equipa de duas dezenas de profissionais, motivados e dinâmicos, a Espacial está dimensionada para a cobertura total do território português, assim como abrange a maioria das comunidades lusas espalhadas um pouco por todo o mundo, nas quais detém a liderança em termos de distribuição de música portuguesa.
A Espacial assegura a totalidade dos processos que ocorrem desde a produção, gravação, distribuição e promoção de cada um dos álbuns editados.
Com um catálogo que integra cerca de uma centena de intérpretes e bandas, edita e representa alguns dos nomes mais sonantes da indústria musical portuguesa como:
Ágata, Belito Campos, Emanuel, José Alberto Reis, José Malhoa, Marco Paulo, Santamaria, Quim Barreiros, IRIS, Leandro, entre muitos outros.